# Robert Moses

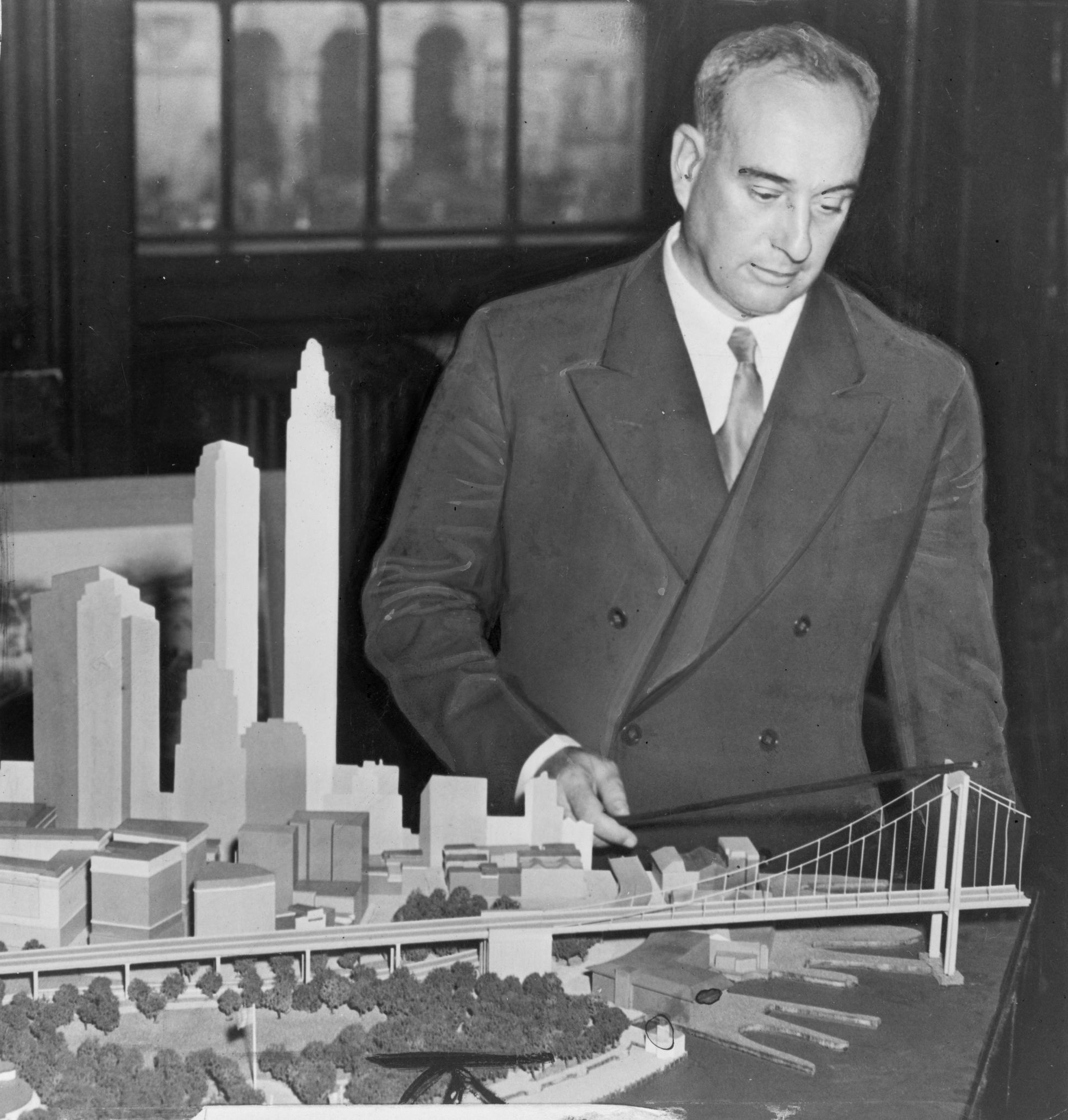
Robert Moses mit einem Modell der geplanten Battery Bridge (1939)

Robert Moses (* 18. Dezember 1888 in New Haven, Connecticut; † 29. Juli 1981 in West Islip, New York) war ein US-amerikanischer Stadtplaner. Von den 1930er Jahren bis 1968 hatte er immensen Einfluss auf die Entwicklung der Stadt New York und ihres Umlandes. Er gilt als einer der einflussreichsten Stadtplaner in der Geschichte und wurde oft mit dem Pariser Stadtplaner Baron Haussmann verglichen.

## Leben
Moses entstammte einer Familie deutsch-jüdischer Einwanderer. Er studierte Politikwissenschaft an der Yale University, am Wadham College der University of Oxford und an der Columbia University.
In den 1920er Jahren gelang ihm unter Al Smith, dem Gouverneur von New York, der Aufstieg in der Verwaltung des Bundesstaates. Unter Smith reorganisierte und modernisierte er die Organisation des Bundesstaates. Als Leiter der Long Island State Park Commission, einer nach seinen Vorstellungen geschaffenen bundesstaatlichen Behörde, errang er mit dem Bau des Jones Beach State Park auf Long Island zum ersten Mal größere Bekanntheit. Mit den Northern State Parkway und Southern State Parkway begann er anschließend den Ausbau des Systems von Parkways rund um New York City und setzte damit den Maßstab für alle späteren Planungen von Parkways. Von 1927 bis 1929 fungierte er als Secretary of State von New York. Im Jahr 1934 bewarb er sich als Republikaner um das Amt des Gouverneurs von New York, unterlag aber dem demokratischen Amtsinhaber Herbert H. Lehman.

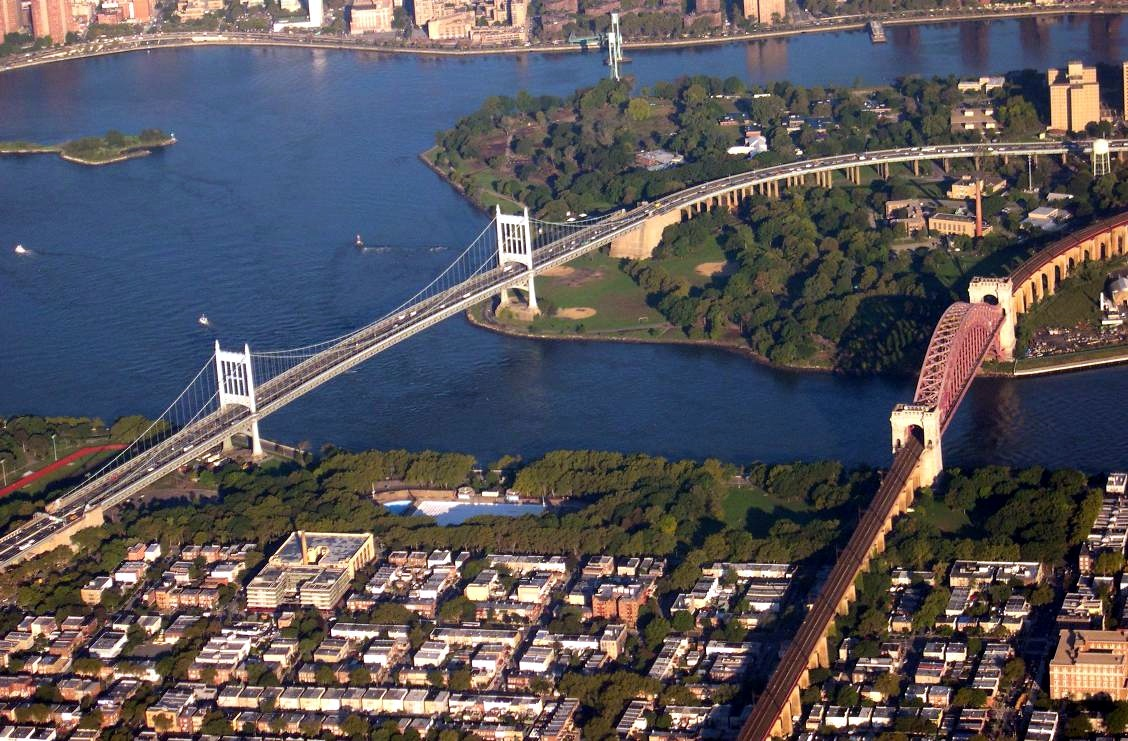
Triborough Bridge, Teilansicht

In den 1930er Jahren holte ihn der neu gewählte Bürgermeister Fiorello LaGuardia nach New York, um das neu gebildete City Parks Department und die Triborough Bridge and Tunnel Authority zu leiten, mit der die Ausführung der schon 1929 begonnenen Triborough Bridge fortgeführt wurde, eines Systems von drei einzelnen Brücken, die Manhattan, Queens und die Bronx verbinden. Die Triborough Bridge Authority entwickelte sich unter Moses zu einer selbständigen Behörde, die eigene Anleihen ausgab und sich durch ihre Mauteinnahmen finanzierte. Dadurch war Moses in der Lage, seine Aktivitäten erheblich auszudehnen. Er arbeitete auch an der Planung von Bauprojekten, die im Rahmen des New Deals finanziert wurden, darunter zahlreichen Parkanlagen und zehn großen Schwimmbadanlagen in New York City. Zeitweise war er gleichzeitig Leiter von zwölf verschiedenen Organisationen und kontrollierte damit nicht nur die Triborough Bridge Authority, sondern beispielsweise auch das Department of Parks for New York City, das New York State Parks Council oder die staatliche New York Power Authority, die unter seiner Leitung das später nach ihm benannte Kraftwerk Robert Moses Niagara am Niagara River baute. Bei seinen Projekten waren zeitweise bis zu 80.000 Arbeiter gleichzeitig beschäftigt.
Moses war verantwortlich für die städtebaulichen Planungen der Weltausstellungen, die in den Jahren 1939 und 1964 in New York City stattfanden. Er hatte einen maßgeblichen Anteil daran, dass die Vereinten Nationen ihren Sitz in New York nahmen. In den Jahren 1946 bis 1959 war er für den sozialen Wohnungsbau der Stadt verantwortlich. Insgesamt wurden in dieser Zeit ca. 28.000 Wohneinheiten errichtet, die weitaus meisten davon im Wege der Flächensanierung mit umfangreichem Abriss von Altbausubstanz. Er leitete ebenfalls die Planungen für den Bau der Henry Hudson Bridge, der Bronx-Whitestone Bridge und der Throgs Neck Bridge (beide zwischen der Bronx und Queens) sowie der Verrazzano-Narrows Bridge, des Shea Stadium und des Lincoln Center. Weitere Projekte waren die Stadtautobahnen wie der Brooklyn-Queens Expressway, der Staten Island Expressway, der Cross-Bronx Expressway, der Belt Parkway und der Laurelton Parkway.
Moses unterstützte in den 1940er bis in die 1960er Jahre auch zahlreiche Stadtautobahnen, die letztlich nie gebaut wurden, darunter den Lower Manhattan Expressway und den Mid-Manhattan Expressway in New York sowie den Vieux Carré Riverfront Expressway in New Orleans. Infolge dieser Projekte wurde in diesen Städten das Konzept der autogerechten Stadt erstmals in nennenswertem Umfang kritisiert, ebenso die Zerstörung historischer Stadtviertel. Weite Teile Lower Manhattans, wie etwa Greenwich Village, galten damals aufgrund ihrer alten Bausubstanz und ihrer chaotischen Nutzungs- und Sozialstruktur als überholt und nicht erhaltenswert, für Moses waren die Zerstörung historischer Baudenkmäler und intakter Nachbarschaften allenfalls Kollateralschäden.
Moses versuchte in den späten 1930er Jahren, anstelle des 1950 fertiggestellten Brooklyn-Battery Tunnel zwischen Manhattan und Brooklyn den Bau einer weiteren Brücke durchzusetzen. Die Brückenrampen zu dieser Brücke hätten sowohl den Battery Park zerschnitten, als auch in das Stadtgefüge von Lower Manhattan eingegriffen. Es bedurfte der Einflussnahme des Präsidenten Franklin D. Roosevelt, das Projekt des Brückenbaus zu stoppen, auch vor dem Hintergrund, dass die Brücke den Zugang zum Stützpunkt der US Navy New York Naval Shipyard hätte behindern können.
Robert Moses hatte nach dem Erreichen der Altersgrenze regelmäßig Ausnahmegenehmigungen für seine weitere Tätigkeit erhalten. Als er jedoch, wie schon öfter zuvor, 1962 seinen Rücktritt anbot, um seine Pläne durchzusetzen, nahm Gouverneur Nelson Rockefeller seinen Rücktritt zu seiner großen Überraschung für eine Reihe von Positionen an. 1968 wurde die Triborough Bridge Authority mit der neuen Metropolitan Transportation Authority verschmolzen, wonach der fast 80-jährige Moses sich auf einen Beraterposten zurückziehen musste.
Im Jahr 1974 veröffentlichte Robert Caro, ein US-amerikanischer Autor und Journalist, die umfangreiche Biographie The Power Broker. Caro setzt sich darin überwiegend kritisch mit den bleibenden Auswirkungen von Moses’ Schaffen auf New York und andere amerikanische Großstädte auseinander.

## Debatte um die „Brücken des Moses“
Innerhalb der Techniksoziologie gibt es eine intensive Debatte zu der Frage, inwieweit Moses mit seinen Brückenbauten sozialpolitisch verwerfliche Ziele verfolgte. Dem Autor Langdon Winner zufolge soll Moses mehrere Brücken absichtlich besonders niedrig gebaut haben, um die vorwiegend farbige Unterschicht, die auf öffentliche Verkehrsmittel wie Busse angewiesen war, von Naherholungsgebieten fernzuhalten. Nachfolgende Studien gelangten allerdings zu dem Schluss, dass Moses’ Konstruktionen weniger auf möglicherweise rassistische Charakterzüge, sondern vielmehr auf die damals weitverbreitete Planungsmaxime der autogerechten Stadt zurückzuführen sind.

## Filme
- 2019 Motherless Brooklyn – In dem Spielfilm von und mit Edward Norton ist der Antagonist Moses Randolph unzweideutig Robert Moses nachempfunden.

### Schriften
- Public Works: A Dangerous Trade. McGraw Hill, 1970. (Autobiographie)

### Sekundärliteratur
- Robert A. Caro: The Power Broker: Robert Moses and the Fall of New York. Knopf, New York 1974.
- Kenneth T. Jackson, Hillary Ballon (Hrsg.): Robert Moses and the Modern City. The Transformation of New York. W. W. Norton 2007, ISBN 978-0-393-73206-1
- Joel Schwartz: The New York Approach: Robert Moses, Urban Liberals, and Redevelopment of the Inner City. Ohio State University Press, Columbus OH 1993. ISBN 0-8142-0587-9 (Digitalisat auf den Seiten des Verlags im Vollzugriff)
- Pierre Christin u. Olivier Balez: Robert Moses – Der Mann, der New York erfand. Éditions Glénat 2014, ISBN 978-1-907704-96-3[8]
- Bernward Joerges: Do Politics have Artefacts? In: Social Studies of Science 29(3):411-31 · June 1999; Digitalisat bei researchgate.net, abgerufen am 1. April 2017